# Khalil Chemmam
Khalil Chemmam (in arabo خليل شمام‎?; Tunisi, 24 luglio 1987) è un ex calciatore tunisino, di ruolo difensore.

## Palmarès

### Competizioni internazionali
- CAF Champions League: 1

Espérance: 2018